# All Happy Families...
"All Happy Families..." 56. je epizoda HBO-ove televizijske serije Obitelj Soprano i četvrta u petoj sezoni serije. Napisala ju je Toni Kalem, režirao Rodrigo Garcia, a originalno je emitirana 28. ožujka 2004.

## Radnja
U New Yorku, Lorraine Calluzzo i njezina dečka, Jasona Evanina, ubijaju Billy Leotardo i Joe Peeps nakon što su odbili proslijediti novac od reketa Johnnyju Sacku. Little Carmine se uzruja zbog novosti, a kapetan Rusty Millio savjetuje mu da nešto poduzme. Zajedno s Rustyjem i Angelom Garepeom, Little Carmine pokuša smisliti plan kako nadvladati Johnnyja i Phila Leotarda što se čini kao neodrživa zamisao.
Tony čuje vijest o ubojstvu Lorraine Calluzo i savjetuje svojim kapetanima i vojnicima da se ne miješaju u svađu u New Yorku. Feech La Manna zatim se prisjeti kako su se Tony i Jackie Aprile, Sr. probili u obiteljskoj hijerarhiji opljačkavši njegovu kartašku partiju. Tony se nasmije, ali Feech upita bi li mogao organizirati takvu partiju. Tony razmisli o prijedlogu jer sada vodi ekipu svoga Strica Juniora.
Anthony Jr. muči se u školi te je ljut na majku zbog rastave roditelja. Nakon što Tony i Carmela otiđu kod A.J.-eva školskog savjetnika, g. Weglera, on mu savjetuje da popravi svoje ocjene s testova i općenito zauzimanje na nastavi. A.J. saznaje da mu je jednom dijagnosticiran poremećaj hiperaktivnosti i deficita pažnje (ADHD). A.J. sugerira kako bi mogao upisati fakultet kroz kvotu za studente s poteškoćama u učenju. Ako ima ADHD, onda bi dobio neograničeno vremena da se pripremi za završne testove. A.J. se vraća u razred, a Wegler nastavlja razgovor s Tonyjem i Carmelom o njegovim akademskim postignućima. Carmela dio problema vidi u rastavi, ali kaže kako bi A.J. više vremena trebao posvetiti učenju. Nakon što su napustili ured, tajnica obavještava Weglera da su dva učenika umiješana u prometnu nesreću pri dolasku u školu tog jutra, s tim da je jedan u komi, a drugi poginuo. A.J., još uvijek u uredu razgovarajući s prijateljem, načuje vijesti.
Dr. Melfi u čekaonici svojeg ureda pronalazi košaru skupocjenih proizvoda marke Dr. Hauschka i kućni ogrtač koje joj je poslao Tony. Kasnije pročita karticu svojem psihologu dr. Elliotu Kupferbergu o košari koja je bila oblik isprike za korištenje određene riječi -- "kuja" -- prilikom njihova posljednjeg susreta. Kupferberg joj kaže kako to predstavlja čišćenje savjesti. 
Tony odlučuje kupiti A.J.-u novi Nissan Xterra kao "motivacijsko sredstvo" da dobije bolje ocjene. Tony zatim kaže A.J.-u da će Carmela zadržati ključeve sve dok ne popravi ocjene. Kasnije, prilikom svađe s Tonyjem, Carmela ističe kako on nema puno prijatelja, samo "ulizice" koji se smiju njegovim šalama zato što je on šef čijeg se autoriteta boje. 
Na kartaškoj partiji, Feech se nastavlja prisjećati događaja iz prošlosti te zbija šale, izazivajući bučni smijeh Tonyjeve ekipe. Tony postaje iznimno frustriran. Kako bi vidio je li Carmela govorila istinu, Tony zbije očito glupu šalu da vidi hoće li se kartaši nasmijati:
Što dobiješ kad spariš računovođu i mlazni avion? Boring (Dosadni) 747.
Feech ostaje jedina osoba koja se nije nasmijala, što sugerira kako je Carmela bila u pravu.  
Sljedećeg dana, A.J. upita majku može li s prijateljima otići na koncert Mudvaynea u New Yorku. Carmela odbije jer A.J. i njegovi prijatelji namjeravaju prenoćiti u hotelu. A.J. se naljuti i počne ignorirati majku. Carmela popušta pod uvjetom da nakon koncerta ode u Meadowin stan i vrati se kući do 10:30 ujutro sljedećeg dana.
Na večer koncerta, A.J. nazove Meadow kako bi joj rekao da kasnije neće doći do njezina stana. Meadow nevoljko pristane, jer je istodobno s Finnom. A.J. i njegovi prijatelji zatim dolaze u hotel gdje se drogiraju i kasnije napiju. Sljedećeg jutra, A.J. i njegov prijatelj Matt probude se nakon što zazvoni A.J.-ev mobitel. Zove zabrinuta Carmela, a A.J. ne odgovara. A.J.-evo lice prilijepljeno je superljepilom za pod, a kako bi ga odlijepili, moraju mu obrijati obrve. Matt pomogne A.J.-u odlijepiti se od poda, a zatim se uspijevaju očistiti i napustiti sobu. 
Carmela se zabrine i u panici nazove Tonyja da potraži sina. Gotovo u istom trenutku, A.J. stiže kući s obrijanim obrvama i dvjema narisanim crtama umjesto njih. Odbija objasniti majci što se dogodilo. Nakon što pokuša otići u svoju sobu, Carmela ga pokuša zadržati. On je odbaci rekavši "jebi se" te ode uz stepenice. Carmela potrči za njim, ali se spotakne i udari potkoljenicom o stubu. A.J. se zaustavi da pogleda, ali ode u sobu umjesto da joj pomogne. Stiže Tony i Carmela mu, uzrujana, prepriča što se dogodilo s njom i A.J.-em. A.J. silazi noseći smeće (nakon što je vidio kako je stigao otac). Oprao je crte s lica, ali Tony primjećuje kako se "po nečemu razlikuje". Carmela kaže kako su mu obrve obrijane. Užasnut, Tony kaže A.J.-u da bi trebao priznati kakve god se "seksualne opačine" događale između njega i profesora, misleći na njegova mentora. Ispita sina i o drogiranju. No, A.J. počne lagati, uključujući lažni alibi. Poriče da se drogirao te da je popio samo nekoliko piva. Tony povjeruje A.J.-evoj lažnoj priči, te se sa sinom počne čuditi Carmelinom "pretjerivanju". Tony kaže kako je to normalno tinejdžersko ponašanje. Carmela je ljuta jer Tony brani A.J.-a. Nakon što Tony pošalje A.J.-a van, Carmela kaže kako je možda ona kriva za A.J.-evo ponašanje jer se pokušava natjecati s Tonyjem za njegovu naklonost udovoljavajući mu kao Tony. Tony to porekne, ali Carmela zatim kaže kako bi ga Tony trebao uzeti i živjeti s njim. Kod Tonyja, A.J. uživa, zbližavajući se s ocem, Artiejem Buccom i Tonyjem Blundettom.
Nakon što Feechovi plaćenici opljačkaju vjenčanje kćeri Tonyjeva bliskog prijatelja, dr. Ire Frieda, odnosno ukradu samo strane aute s parkirališta, Tony nevoljko odlučuje da Feech -- iako omiljen i iznimno cijenjen -- mora otići jer samo izaziva probleme, te zato što je zabrinut da će Feech pokušati preoteti autoritet, kao i Richie Aprile.
Christopher i Benny Fazio posjećuju Feecha u njegovu domu i upitaju ga gdje bi mogli sakriti komplet plazma televizora. Feech preporučuje da ih smjeste u njegovu garažu, ali im uzme jedan televizor kao cijenu usluge.
Carmela odlazi na ručak s g. Weglerom. Razgovaraju o A.J.-evim, ali i njezinim problemima. On preporučuje roman Madame Bovary Gustavea Flauberta, zbog nekih očiglednih paralela između Carmele i junakinje knjige.
Sljedećeg dana, Feech upada u zasjedu nakon što mu u kuću dolazi zamjenski socijalni radnik, nadzornik Curan, iako je prethodna inspekcija bila prije samo tjedan dana. On posumnja kako je plazma televizor na Feechovu zidu ukraden. Curan ga upita da mu pokaže svoju garažu, a Feech nema drugog izbora nego poslušati. Zbog kršenja uvjeta svojeg oslobađanja, odnosno uzimanja ukradene robe, Feech se odmah vraća u zatvor. U autobusu Feech kroz prozorske rešetke bespomoćno gleda u zadnje scene vanjskog svijeta, vjerojatno shvaćajući da mu je Tony smjestio.
Carmela, otključavajući vrata kuće i noseći namirnice, prisjeća se kad je A.J. na svojoj trokolici izjurio na ulicu niz prilaz. Ona uspaničeno vrisne, "Anthony!" Vrativši se u sadašnjost, Carmela gleda na prilaz, razmišljajući o gubitku A.J.-eve dječje nevinosti. Okreće se, otvara vrata i ulazi. Zastane u predvorju, s namirnicama još u rukama, shvaćajući kako je usamljena u velikoj kući sada kad su Tony, Meadow i A.J. otišli.

## Glavni glumci
- James Gandolfini kao Tony Soprano
- Lorraine Bracco kao dr. Jennifer Melfi
- Edie Falco kao Carmela Soprano
- Michael Imperioli kao Christopher Moltisanti
- Dominic Chianese kao Corrado Soprano, Jr. *
- Steven Van Zandt kao Silvio Dante
- Tony Sirico kao Paulie Gualtieri
- Robert Iler kao A.J. Soprano
- Jamie-Lynn Sigler kao Meadow Soprano
- Aida Turturro kao Janice Soprano *
- Drea de Matteo kao Adriana La Cerva
- John Ventimiglia kao Artie Bucco
- Steve Buscemi kao Tony Blundetto

* samo potpis

### Gostujući glumci
| - Ray Abruzzo kao Little Carmine - Dennis Aloia kao Justin Blundetto - Kevin Aloia kao Jason Blundetto - Vincenzo Ameruoso kao Carl 'Fat Carl' Carlo - Peter Bogdanovich kao dr. Elliot Kupferberg - Cameron Boyd kao Matt Testa - Bernie Brillstein kao on sam - Chris Caldovino kao Billy Leotardo - Carl Capotorto kao Little Paulie Germani - Max Casella kao Benny Fazio - Chioma Chidebeln-Eze kao Starlight Orchestra - Caren Cole kao članica Starlight Orchestra - Victor Cruz kao prvi poslužitelj - Patti D'Arbanville kao Lorraine Calluzzo - Jimmy DellaValle kao ubojica - Anthony Desio kao Jimmy La Manna - Andrea Eigner kao članica Starlight Orchestra - Frank Fortunato kao Jason Evanina - Joseph R. Gannascoli kao Vito Spatafore - Fran Gennuso kao gđica Mary Bisacci - Michael Goldstrom kao Jonah Dangler - Gillien Goll kao gošća - Erin Henry kao članica Starlight Orchestra - Will Janowitz kao Finn DeTrolio - John Lanzillotto kao Mook - Joseph La Rocca kao Rich Alberga - Neil Levine kao drugi gost - David Little kao Asa Silverman | - Robert Loggia kao Feech La Manna - John Marinacci kao djelitelj - Joe Maruzzo kao Joe Peeps - Allison Miller kao članica Starlight Orchestra - Gabriel Millman kao Lem - Manu Narayan kao Sukhjit Khan - Michael Pemberton kao nadzornik Jimmy Curran - Danny Petrillo kao tinejdžer Tony Soprano - Deborah Pilley kao članica Starlight Orchestra - John Pleshette kao dr. Ira Fried - Susan Pourfar kao Gillian - Jorge Pupo kao drugi poslužitelj - Cal Robertson kao Andrew - Valerie Romanoff kao frontmen - Adam Rose kao Todd - David Lee Roth kao on sam - Joe Santos kao Angelo Garepe - Lenny Singer kao Uncle Jack - David Strathairn kao Robert Wegler - Lawrence Taylor kao on sam - Sue Terry kao članica Starlight Orchestra - Susan Terwilliger kao članica Starlight Orchestra - Frankie Valli kao Rusty Millio - Frank Vincent kao Phil Leotardo - Leon Wieseltier kao Stewart Silverman - Terence Winter kao Tom Amberson - Stewart J. Zully kao Alan Ginsberg |

## Umrli
- Lorraine Calluzzo: ustrijeljena od strane Billyja Leotarda po naredbama Johnnyja Sacka
- Jason Evanina: ustrijeljen od strane Joea Peepsa po naredbama Johnnyja Sacka.

## Prva pojavljivanja
- Rusty Millio: kapetan u obitelji Lupertazzi.
- Dante Greco: suradnik/vojnik u ekipi Aprile.

## Naslovna referenca
- Naslov epizode preuzet je iz slavne uvodne rečenice Ane Karenjine Lava Tolstoja: "All happy families are alike; every unhappy family is unhappy in its own way." ("Sve sretne obitelji su slične; svaka nesretna obitelj nesretna je na svoj način."). Odnosi se na raskid u domu Sopranovih.
- Može se odnositi i na unutarnje razmirice u obitelji Lupertazzi nakon Carmineove smrti, kao i na borbu između Carmele, A.J.-a i Tonyja.

## Produkcija
- Scenarij epizode napisala je Toni Kalem, koja je u seriji glumila Angie Bonpensiero, te radila kao urednica priče u nekoliko sezona pete sezone.
- Lik dr. Ire Frieda u ovoj epizodi igra John Pleshette. Ulogu je prije igrao Lewis J. Stadlen.
- Bernie Brillstein, koji na kartaškoj partiji glumi samog sebe, poslovni je partner izvršnog producenta Obitelji Soprano Brada Greya. Na partiji se pojavljuju i branič New York Giantsa Lawrence Taylor te, u zasebnoj kartaškoj partiji, pjevač sastava Van Halen David Lee Roth.

## Glazba
- U pozadini scene u kojoj Lorraine biva ubijena svira "Love Grows (Where My Rosemary Goes)" Edison Lighthousea.
- U pozadini jedne scene u Bada Bingu svira "Moving in Stereo" The Carsa.
- U pozadini cijele scene u kojoj se Tony svađa s Feechom svira "Who Knows" Jimija Hendrixa.
- Dok A.J. i njegovi prijatelji u hotelskoj sobi puše marihuanu, u pozadini se može čuti "Trouble" repera Roscoea.
- Tijekom odjavne špice svira "La Petite Mer" Thierryja Robina.

## Vanjske poveznice
- All Happy Families... u internetskoj bazi filmova IMDb-a